# Assemblea legislativa (Montserrat)
L'Assemblea legislativa è l'organo legislativo del microstato Montserrat.
Prima della riforma del 2011 esisteva il Consiglio legislativo (Legislative Council of Montserrat).
L'Assemblea Legislativa conta 9 membri eletti e due nominati ex officio.